# Vido
Vido nebo také Ptychia je neobydlený ostrůvek v Korfském průlivu, který náleží Řecku. Leží u pobřeží ostrova Korfu asi 1200 metrů severně od stejnojmenného hlavního města. Skalnatý ostrov je asi kilometr dlouhý a okolo 600 metrů široký.

## Historie
Ve starověku byl ostrov známý pod jménem Ptychia a nacházel se na něm chrám bohyně Héry. V roce 80 křesťané založili kostel zasvěcený svatému Štěpánovi, který byl zničen za druhé světové války. Později byl ostrov součástí Benátské republiky, jedním z majitelů byl šlechtic Guido Malipiero, pořečtěním jeho křestního jména vznikl současný název ostrova. V roce 1716 byl ostrov základnou osmanských vojsk, která oblehla Korfu, dokud ho nedobyl Johann Matthias von der Schulenburg. Roku 1797 obsadil Korfu Napoleon Bonaparte a zřídil na Vidu velkou pevnost. Součástí Řecka je Vido od roku 1864. V lednu 1916 proběhlo stažení srbské armády na Korfu, vojáci nakažení tyfem[nepřesný odkaz] byli umístěni v karanténě na ostrově Vido. Zemřelo jich okolo deseti tisíc, zprvu byli pohřbíváni na ostrově, pak byla pro nedostatek místa těla házena do moře. Očitý svědek Milutin Bojić ve stejnojmenné básni označil moře okolo Vida jako „modrý hrob“ (plava grobnica). V roce 1938 bylo na ostrově postaveno mauzoleum srbských vojáků podle projektu architekta Nikolaje Krasnova.
Po první světové válce sloužil ostrov jako vězení, Gerald Durrell ve své autobiografii popisuje setkání s jedním trestancem, který měl za vzorné chování dovoleno navštěvovat příbuzné na Korfu. Po zrušení věznice roku 1985 ostrov připadl městu Korfu a byl zpřístupněn turistům: v létě sem jezdí loď každou půlhodinu, nachází se zde borový les sloužící jako rezervace pro divokou zvěř, písčitá pláž, maják a také byla otevřena restaurace. V roce 1978 natočil na Vidu Billy Wilder film Fedora.